# Innozenz IX.

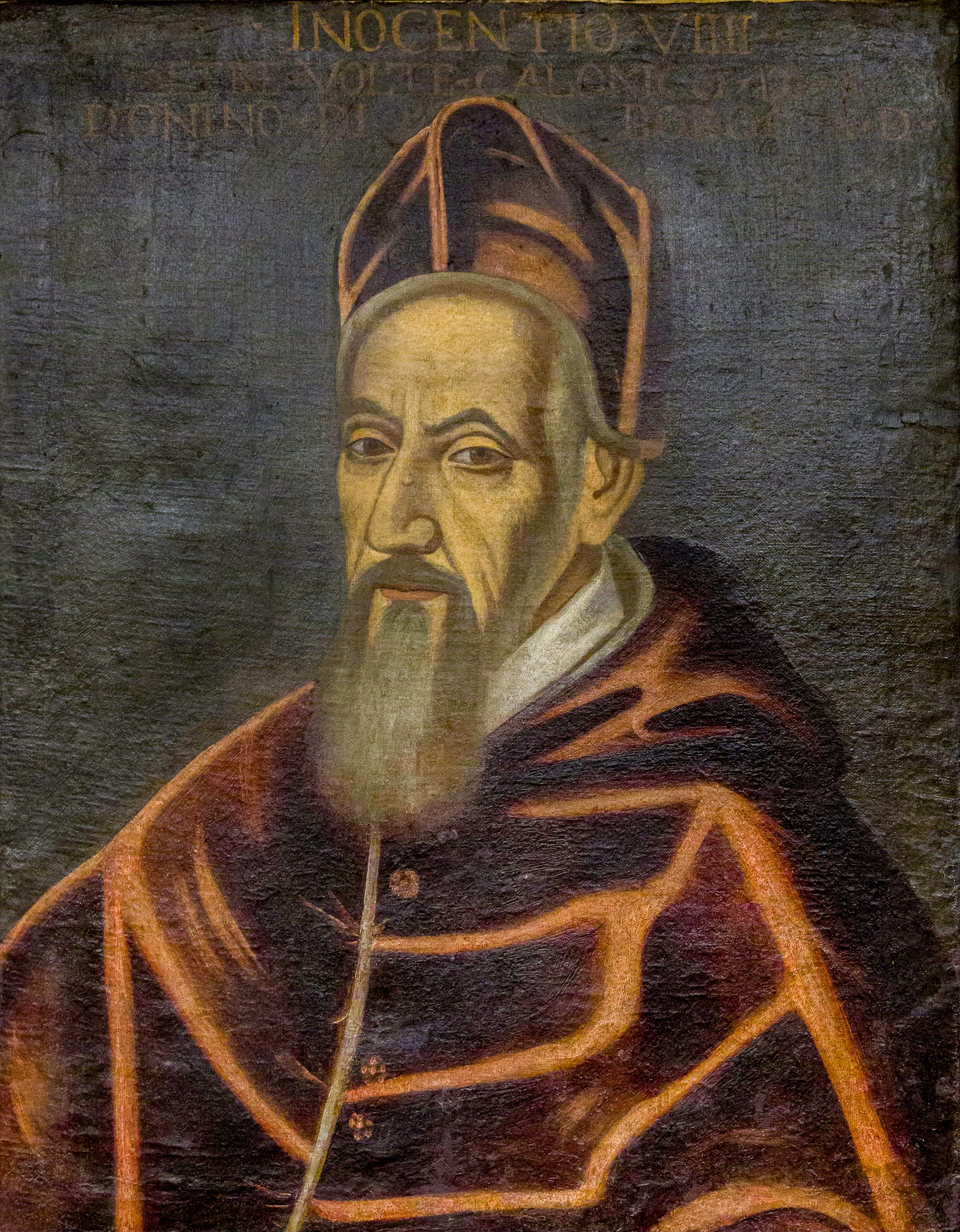
Innozenz IX.

Wappen von Papst Innozenz IX. (moderne Nachzeichnung)

Innozenz IX. (* 20. Juli 1519 in Bologna; † 30. Dezember 1591 in Rom), eigentlicher Name Giovanni Antonio Facchinetti, war vom 29. Oktober 1591 bis zu seinem Tod Papst der Römisch-Katholischen Kirche.

## Leben
Giovanni Antonio Facchinetti studierte Jura in seiner Geburtsstadt Bologna. Er beendete sein Studium im Jahr 1544 mit dem Dr. jur. und wurde Sekretär von Alessandro Kardinal Farnese, dem späteren Papst Paul III.
Papst Pius IV. ernannte ihn im Jahr 1560 zum Bischof von Nicastro. In dieser Funktion nahm er am Konzil von Trient teil. Papst Pius V. ernannte ihn im Jahr 1566 zum päpstlichen Nuntius in Venedig.
Als er im Jahr 1575 aus gesundheitlichen Gründen sein Amt als Bischof von Nicastro niederlegte, ernannte ihn Papst Gregor XIII. zum Titularpatriarchen von Jerusalem und am 12. Dezember 1583 zum Kardinal der Titelkirche Santi Quattro Coronati.
Für seinen ebenfalls gesundheitlich belasteten Vorgänger Papst Gregor XIV. führte er teilweise die Staatsgeschäfte in Rom.
Am 29. Oktober 1591 wählte ihn das Konklave nach nur zwei Tagen Beratung zum neuen Papst. Er trat sein Pontifikat bereits als kranker Mann an und starb zwei Monate später.
In diesen zwei Monaten reformierte er jedoch das päpstliche Staatssekretariat. Er teilte es in drei Hauptabteilungen auf: eine Abteilung für Deutschland, eine für Frankreich und Polen und eine dritte Abteilung für Italien und Spanien.
Innozenz IX. war bei seinen Zeitgenossen als ein sittenstrenger und asketischer Papst angesehen, weshalb der Papstname programmatisch zu deuten sein wird (innocentia = Unschuld).

## Kardinalskreierungen
Papst Innozenz IX. kreierte am 18. Dezember 1591 mit Filippo Sega und Giovanni Antonio Facchinetti de Nuce die einzigen Kardinäle seines Pontifikates.